# Александровский лес
 Александровский лес  — лесной массив площадью 5525 га в  Азовском районе Ростовской области. Является памятником природы.
Адрес: Ростовская область, Азовский район, Ленинский Лесхоз. 

## История
Александровский лес был основан в 1884 году, нынче занимает площадь 5525 гектар. Лес расположен на заповедном участке в азовских степях и представляет собой редкую экологическую зону в Ростовской области. Лес преимущественно с лиственными породами деревьев, встречаются и хвойные породы. Есть здесь и ценные породы деревьев и кустарников, это грецкий орех, лиственница, сосна крымская, облепиха и др. На территории Александровского леса находится достопримечательность: высокий дуб возрастом более 120 лет. Александровский лес  является памятником природы регионального значения.
На территории Александровский леса обитает много разных видов зверей и птиц. Среди них встречается: европейский и пятнистый олень, лиса, кабан, енотовидная собака, заяц,  сова, сыч, филин, кукушка, дрозд, дятел, утки, гуси, цапли, фазан и др. В центре леса устроена  фазанья ферма и олений питомник. Птицы и животные содержатся в вольерах.
В Александровском лесу за дополнительную плату разрешается охота на оленей, кабанов и фазанов. На вырученные средства лесхоз восполняет ресурсы животных.  На территории леса есть конюшня, на ее базе организуются конные прогулки. Есть также минизоопарк.
На территории Александровского леса расположен искусственно созданный пруд с названием Александровский. На его берегу устроены места отдыха, разрешается рыбалка.  В пруду обитают карпы, амуры, караси, лещи, окуни и щуки. Летом на Александровском пруду проходит Открытый чемпионат Ростовской области по спортивному рыболовству.